# Els Caus (Vacarisses)
Els Caus se situen a la Vila de Vacarisses, s'hi arriba des del nucli urbà a través del camí de l'Obac, abans d'arribar a la casa nova de l'Obac i més o menys entre la carena del Teix i el torrent del Llor. És una continuació de la urbanització homònima del municipi veí de Terrassa.
Començat a urbanitzar a la dècada de 1970-1980, havia estat un tros de vinya pertanyent a la casa Nova de l'Obac, aquesta vinya va caure en desús d'ençà de la plaga de fil·loxera que va arrasar les vinyes a tota Catalunya a principis del segle xx.
Malgrat que ha desaparegut qualsevol activitat agrícola a la zona, encara queden restes d'aquella com per exemple el cupot, del qual es conserven les runes. Els cupots eren unes construccions per abocar el raïm un cop veremat, per tal de simplificar les feines de transport cap a la casa de l'Obac. També podem trobar restes d'alguna barraca de vinya feta amb la tècnica de construcció de pedra seca.
En l'actualitat al nucli habitat dels Caus unes 300 persones (any 2007) tenen fixada la seva residència habitual.
El nom dels Caus prové dels Caus del Guitard, actualment dintre del terme municipal de Terrassa. Situat entre les cotes 500 i 650 metres sobre el nivell del mar, fa que els Caus sigui el nucli habitat més alt de Vacarisses i un dels més alts de la comarca del 
Vallès Occidental, on se situa el municipi.

## Entitats
Associació de propietaris dels Caus (Plaça dels Caus s/n)

## Llocs d'interès
- Cupot; situat just a l'entrada dels Caus es troben les restes del cupot.
- Font del Roure Monjo; Es troba al torrent del final del carrer del mateix nom.
- El Teix; Estrany exemplar centenari de teix que es pot trobar al costat de la carena del teix.
- Caus del Guitard; (terme municipal de Terrassa) Surgència intermitent d'aigua que dona nom als Caus.